# Santuario di Zeus Polieus
Il santuario di Zeus Polieus era un santuario a cielo aperto nell'Acropoli di Atene edificato in età arcaica e dedicato al culto di Zeus Polieus (Πολιεύς; protettore della città). Era situato a est dell'Eretteo, a circa 10 metri di distanza a nord-est dall'angolo del Partenone.
Rimane ben poco delle sue fondazioni e le sue scarse testimonianze archeologiche sono aperte a interpretazioni. Le informazioni sulla sua esistenza provengono soprattutto da fonti letterarie. Aveva una pianta trapezoidale circoscritta da muri, con due diversi cortili. Fu realizzato con marmo dell'Acropoli. Si ritiene che la zona orientale del santuario ospitasse i buoi per le annuali Bufonie (τά Βουφόνια) o sacrificio del bue, all'interno delle Dipolie, le feste in onore di Zeus Polieus. L'ingresso principale era dotato di un frontone.
Il santuario fu ristrutturato nella seconda metà del V secolo a.C.
A poca distanza, tra il santuario e l'Eretteo, si ergeva un altare imponente, identificato con quello di Atena Poliàs.